# Quinn Smith
Quinn Smith (6 dicembre 1969) è un attore statunitense, noto soprattutto per aver interpretato il ruolo del bambino Timmy Lupus nel film Che botte se incontri gli "Orsi" (1976); è apparso anche all'inizio del sequel Gli Orsi interrompono gli allenamenti (1977).